# البرلمان الإفريقي
البرلمان الإفريقي ويُعرف أيضًا باسمِ برلمان عموم إفريقيا هو الهيئة التشريعية للاتحاد الإفريقي. عقدَ البرلمان الإفريقي جلسته الافتتاحية في آذار/مارس 2004 حيث كان يتخذ في البداية من أديس أبابا في إثيوبيا مقرًا له قبل أن يُنقل في وقتٍ لاحقٍ إلى جوهانسبرج في جنوب إفريقيا.
افتتحت الهيئة التشريعية الثانية لبرلمان عموم إفريقيا في الثامن والعشرين من تشرين الأول/أكتوبر 2009 جلستها العادية الأولى وبدأت ولاية جديدة مدتها خمس سنوات، حيث ألقى رئيس جنوب إفريقيا جاكوب زوما الكلمة الافتتاحية ودعا إلى منحِ البرلمان السلطات التشريعية الكاملة وانتخاب أعضائه بالاقتراع العام. يتألَّفُ البرلمان من خمسةِ أعضاء لكل دولةٍ عضو صادقت على بروتوكول البرلمان يوم افتتاحه بما في ذلك امرأة واحدة على الأقل لكل دولة عضو.

## التاريخ
دعت معاهدة أبوجا وإعلان سرت إلى إنشاء البرلمان الإفريقي الذي سيكون ضمن هيئات الاتحاد الإفريقي وسيعملُ على ضمان مشاركة شعوب إفريقيا بشكل كامل في التنمية الاقتصادية والتكامل في القارة. حُدّدت ووظائف وسلطات وتنظيم البرلمان الإفريقي في البروتوكول الأولي الذي نصَّ على افتتاحه ثمّ صدر القانون التأسيسي قبل أن يُعتمَد البروتوكول المنشئ للبرلمان الإفريقي عام 2000 خلال قمة منظمة الوحدة الإفريقية في مدينة لومي بدولة توغو. وقَّعت على البروتوكول – الذي لا زال مفتوحًا في وجه أيّ دولة قد ترغبُ في الانضمام للبرلمان – 21 دولة فيما صادقت عليه رسميًا ثلاث دول، وتنصُّ المادة الثانية والعشرين من بروتوكول تأسيس برلمان عموم إفريقيا على دخول البروتوكول حيّز التنفيذ بعد إيداع وثائق التصديق من قِبل الدول الأعضاء.

## البنية

### الجلسة العامة
تُعتبر الجلسة العامة هي الهيئة الرئيسية لصُنع القرار في البرلمان، وتتكون هذه الجلسة من مندوبين من الدول الأعضاء بينما رأسها الرئيس. تُكلَّف الهيئة داخل البرلمان في إصدار القرارات. يضمُّ البرلمان الإفريقي 235 ممثلًا يُنتَخبون من قِبل المجالس التشريعية لـ 47 من دول الاتحاد الإفريقي البالغ عددها 54 دولة وذلك بدلاً من انتخابهم مباشرة بصفتهم الخاصة. تُرسل كل دولة عضو وفدًا من خمسة برلمانيين إلى البرلمان الإفريقي بينهم امرأة واحدة على الأقل، بحيثُ يجب أن يعكس تكوين الوفد التنوع السياسي للهيئة التشريعية للدولة العضو.

### المكتب
يُعتبر المكتب المجموعة القيادية في البرلمان ويتألَّفُ من الرئيس وأربعة نواب للرئيس. يمثل كل عضو في المكتب منطقة مختلفة من إفريقيا.
أعضاء المكتب الحاليون هم:
- الرئيس بالإنابة - بوراس جمال من الجزائر ممثلًا عن منطقة شمال إفريقيا.[16]
- نائب الرئيس - إف زد شيرومبيرا من زيمبابوي ممثلًا عن منطقة إفريقيا الجنوبية.[17]

### الأمانة العامة
تُساعد الأمانة العامّة في إدارة شؤون البرلمان اليومية والاضطلاع بواجبات مثل تدوين الاجتماعات وتنظيم الانتخابات وإدارة موظفي البرلمان. تتكون الأمانة العامة من كاتب ونائبين للكاتب وموظفي دعم آخرين.
الأعضاء الحاليون في الأمانة العامة هم:
- الكاتبة: فيبيا هاراوا (ملاوي)[20]
- نائب الكاتبة (مختصّ في الأعمال التشريعية): غالي ماسا هارو (تشاد)[21]
- نائبة الكاتبة بالإنابة (مختصّ في الأمور المالية والإدارية والموارد البشرية): شارلوت مارك (زمبابوي)[22]

## أهداف البرلمان
هذه قائمةٌ بأبرز أهداف البرلمان الإفريقي:
- تنفيذ سياسات وأهداف الاتحاد الإفريقي.
- ترسيخ حقوق الإنسان والديمقراطية في إفريقيا
- التأكّد من التزام الدول الأعضاء بالحوكمة الرشيدة والشفافية والمساءلة.
- تعريف الشعوب الإفريقية على أهداف وسياسات الاتحاد الإفريقي حتى تتمكَّن هذه الشعوب من الاندماج على المستوى القاري.
- تحقيق السلام والأمن والاستقرار في القارة.
- تعزيز الاعتماد على الذات والانتعاش الاقتصادي بما يؤدي إلى مستقبل أكثر ازدهارًا لشعوب إفريقيا.
- تحقيق التعاون والتنمية في إفريقيا.
- تقوية الشعور بالتضامن وبناء المصير المشترك بين شعوب إفريقيا.
- خلق التعاون بين المجموعات الاقتصادية الإقليمية وأعضائها في البرلمان.

## صلاحيات البرلمان
هذه قائمةٌ مصغّرة بصلاحيات البرلمان:
- فحص أو مناقشة أو إبداء رأي بشأن أي مسألة وتقديم أي توصيات قد يراها البرلمان مناسبة بما في ذلك المسائل المتعلقة باحترام حقوق الإنسان عدى عن محاولة ترسيخ المؤسسات الديمقراطية وثقافة الديمقراطية وتعزيز الحكم الرشيد وسيادة القانون.
- مناقشة الميزانيات وخاصّة ميزانية الاتحاد وتقديم توصيات بشأنها قبل اعتمادها من قبل مؤتمر الاتحاد الإفريقي.
- العمل على مواءمة أو تنسيق قوانين الدول الأعضاء.
- تقديم توصيات تهدفُ إلى المساهمة في تحقيق أهداف منظمة الوحدة الإفريقية/ المجموعة الاقتصادية الإفريقية وجذب الانتباه إلى التحديات التي تواجه عملية التكامل في إفريقيا وكذلك استراتيجيات التعامل معها.
- الطلب من المسؤولين في منظمة الوحدة الإفريقية/المجموعة الاقتصادية الإفريقية حضور دورات البرلمان أو تقديم الوثائق أو المساعدة في أداء واجباته.
- الترويج لبرامج وأهداف منظمة الوحدة الإفريقية في دوائر الدول الأعضاء.
- تعزيز التنسيق والمواءمة بين سياسات وتدابير وبرامج وأنشطة المجموعات الاقتصادية الإقليمية والمنتديات البرلمانية في إفريقيا.
- اعتماد نظامٍ داخلي وانتخاب رئيس واقتراح حجم وطبيعة فريق الدعم في البرلمان الإفريقي.
- أداء الوظائف الأخرى التي يراها البرلمان مناسبة لتحقيق الأهداف المنصوص عليها في المادة الثالثة من البروتوكول التأسيسي.

## قائمة الرؤساء
| تسلسل | الاسم              | بداية الفترة | نهاية الفترة | الجنسية   |
| ----- | ------------------ | ------------ | ------------ | --------- |
| 1     | جايرترود مونجيلا   | 2004         | 2008         | تنزانيا   |
| 2     | إدريس نيدل موسى    | 2009         | 2012         | تشاد      |
| 3     | باثال نيميكا أمادي | 2012         | 2015         | نيجيريا   |
| 4     | روجيه نكودو دانغ   | 2015         | حاليًا        | الكاميرون |